# Isopterygium aptychopsis
Isopterygium aptychopsis är en bladmossart som beskrevs av Brotherus 1898. Isopterygium aptychopsis ingår i släktet Isopterygium och familjen Hypnaceae. Inga underarter finns listade i Catalogue of Life.